# Panamá Viejo
Panamá Viejo è la parte restante della vecchia città di Panama ed ex capitale panamense. Si trova nei sobborghi dell'odierna città. Insieme al distretto storico di Panama forma un patrimonio dell'umanità dell'UNESCO fin dal 1997.

## Storia
La città venne fondata il 15 agosto 1519 da Peter Arias ed altri 100 abitanti, e costituisce il primo insediamento permanente cittadino dell'Oceano Pacifico; sostituì le precedenti città di Santa María la Antigua del Darién e Acla. Un soggetto ricorrente nella storia cittadina fu il flusso e riflusso continuo del commercio internazionale nell'istmo. Due anni dopo, il 15 settembre 1521, ricevette per decreto reale lo status di "città" ed uno stemma conferiti da Carlo V di Spagna, istituendo un nuovo Cabildo. Poco dopo la sua creazione, la città divenne il punto di partenza per l'esplorazione e la conquista del Perù, e punto di transito per le spedizioni di oro e argento verso la Spagna. Il porto fu dato in concessione ai Genovesi, specialmente per il commercio di schiavi sul Pacifico, fino alla distruzione della città primigenia.
Nel 1539 e nel marzo del 1563 la città subì incendi che ne devastarono una buona parte; in ogni caso questi infortuni non bloccarono lo sviluppo della città. Già nel 1610 gli abitanti erano diventati 5000, le case 500 ed erano stati costruiti anche alcuni conventi e cappelle, un ospedale e la cattedrale dedicata alla Vergine dell'Assunzione, rendendo la città una delle più importanti dell'America spagnola.
All'inizio del XVII secolo la città era sottoposta al rischio dei pirati, oltre agli aborigeni che procedevano da Darién. Il 2 maggio 1620 in città ci fu un terremoto che danneggiò molti degli edifici. Il 21 febbraio 1644 ci fu il Grande Incendio, che rase al suolo 83 edifici religiosi inclusa la cattedrale. In questo periodo la popolazione aveva raggiunto le 8000 unità.
Nel 1670 la popolazione raggiunse le 10 000 persone; questo dato si riferisce al 28 gennaio 1671, quando Henry Morgan, con 1400 uomini, attaccò la città tentando di saccheggiarla; il saccheggio non vi fu in quanto il Capitano General de Firm Terra, Don Juan Pérez de Guzmán, ordinò di far esplodere i depositi di polvere da sparo, provocando un gigantesco incendio che distrusse totalmente la città. Non riuscendo a recuperare oggetti di valore dalla città, i pirati rincorsero i cittadini che stavano scappando con i loro averi. Riuscirono a recuperare sufficienti ricchezza da caricare 195 muli. Tornarono alle rovine della città con alcuni prigionieri e schiavi. Le rovine sono tuttora una grande attrazione turistica.